# Bootleg Versions
Albums de Fugees
The Score
(1996) Greatest Hits
(2003)
Bootleg Versions est un album de remixes des Fugees, sorti le 26 novembre 1996.
L'album s'est classé 50e au Top R&B/Hip-Hop Albums et 127e au Billboard 200.

## Liste des titres
| No | Titre                                            | Contient un (des) sample(s) de                              | Durée |
| -- | ------------------------------------------------ | ----------------------------------------------------------- | ----- |
| 1. | Ready or Not (Clark Kent/Django Remix)           | Django du Modern Jazz Quartet                               | 5:17  |
| 2. | Nappy Heads (Mad Spider Mix)                     |                                                             | 4:27  |
| 3. | Don't Cry Dry Your Eyes                          |                                                             | 4:15  |
| 4. | Vocab (Salaam's Remix)                           |                                                             | 7:00  |
| 5. | Ready or Not (Salaam's Ready for the Show Remix) | Here I Come de Barrington Levy                              | 4:42  |
| 6. | Killing Me Softly (Live at the Brixton Academy)  |                                                             | 2:41  |
| 7. | No Woman, No Cry (Stephen Marley Remix)          |                                                             | 5:27  |
| 8. | Vocab (Refugees Hip Hop Remix)                   | Frère Jacques Stop the Violence des Boogie Down Productions | 4:38  |